# Märchen von der Unke
Märchen von der Unke ist der Titel dreier Sagen (ATU 285, 672B), die in den Kinder- und Hausmärchen der Brüder Grimm an Stelle 105 stehen (KHM 105). Bis zur 2. Auflage schrieb sich der Titel Mährchen von der Unke.

## Inhalt

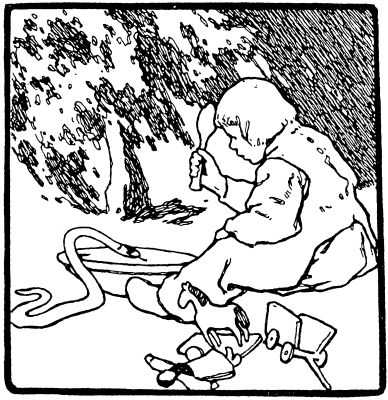
Illustration von Otto Ubbelohde, 1909

Ein kleines Kind, das von seiner Mutter nachmittags Milch und Brötchenstücke bekommt, lässt im Hof auch eine Unke davon trinken und ruft sie sogar, wenn sie nicht kommt: „Unke, Unke, komm geschwind, komm herbei, du kleines Ding, sollst dein Bröckchen haben, an der Milch dich laben.“ Die Unke dankt es ihr mit Steinen, Perlen und goldenem Spielzeug aus ihrem geheimen Schatz. Weil sie nur Milch trinkt, mahnt das Kind sie einmal, auch Brötchen zu essen und schlägt sanft mit dem Löffel auf ihr Köpfchen. Als die Mutter, die es gehört hat, das sieht, kommt sie und tötet die Unke mit einem Scheit Holz. Das Kind magert ab und stirbt.
Ein Waisenkind sitzt an der Stadtmauer und spinnt. Als es eine Unke sieht, legt es sein blauseidenes Halstuch aus. Die Unke legt ein goldenes Krönchen darauf. Das Mädchen setzt es auf. Als die Unke sieht, dass es fort ist, schlägt sie mit ihrem Köpfchen gegen die Wand, bis sie tot ist. Die Erzählung schließt mit dem Satz: „Hätte das Mädchen die Krone liegen lassen, die Unke hätte wohl noch mehr von ihren Schätzen aus der Höhle herbeigetragen.“
Ein Kind fragt eine Unke, ob sie sein Schwesterchen Rotstrümpfchen gesehen hat, worauf die Unke antwortet: „Ne, ik og nit: Wie du denn? huhu, huhu, huhu.“

## Herkunft und Bedeutung

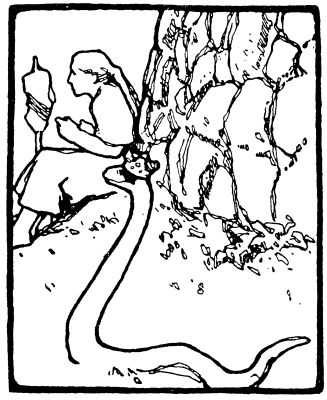
Illustration von Otto Ubbelohde, 1909

Die Texte stehen ab dem zweiten Teil der 1. Auflage der Kinder- und Hausmärchen von 1815 als Nr. 105 (Nr. 19 des zweiten Teils). Nach der Anmerkung der Brüder Grimm stammen die ersten beiden aus Hessen, die dritte aus Berlin. Mit der Unke ist die Ringelnatter gemeint, eine harmlose Schlange, die gern Milch trinkt. Der dritte Text scheint sich aber auf den Ruf der Rotbauchunke zu beziehen. Man nimmt an, dass sie die erste Erzählung 1813 in Kassel in Varianten von Dortchen Wild und ihrer Schwester Lisette Wild hörten.
Die Anmerkung erwähnt noch ein Märchen von einem verarmten Ritter, der mit Hilfe einer Natter reich wird. Auf Rat seiner Frau versucht er, sie mit dem Hammer zu erschlagen, trifft aber nur die Milchschüssel, die er ihr hingestellt hat. Sie lässt sich nicht versöhnen und macht ihn wieder arm. Eine Bauerntochter bekommt zu ihrer Hochzeit von der Natter eine Krone vor die Füße gelegt, weil sie sie täglich mit Milch versorgte. Jemand stiehlt vor dem Schloss zu Lübenau dem Wasserschlangenkönig seine Krone, die dieser dort auf ein weißes Tuch gelegt hat, um mit den anderen Schlangen zu spielen. Zu Pferd entkommt er den Schlangen in die Stadt und wird reich.
Die verwirrenden Bedeutungen des Begriffs 'Unke' in den verschiedenen Dialekten sind ein Hinweis für die mythologische Verwandtschaft von Kröte und Schlange. Sie treten in Märchen oft gemeinsam auf (KHM 135 Die weiße und die schwarze Braut, KHM 13 Die drei Männlein im Walde). Sie horten Schätze und Wissen, können hilfreich sein (KHM 127 Der Eisenofen, KHM 63 Die drei Federn, KHM 17 Die weiße Schlange), aber auch unversöhnlich und todbringend (KHM 16 Die drei Schlangenblätter, KHM 92 Der König vom goldenen Berg, KHM 145 Der undankbare Sohn, KHM 201 Der heilige Joseph im Walde). Auch der Übergang zu Drachen (Lindwürmern) ist fließend (KHM 88 Das singende springende Löweneckerchen).
Laut Lutz Röhrich ist die Vorstellung von Sympathieschlangen, mit denen einzelne Familienmitglieder ihr Schicksal teilen, besonders alt und ursprünglich selbstverständlicher als es in diesem Märchen dargestellt ist. Er zitiert Michael Heberer, der 1592 von Nyköping nach Süden reiste: „er wollte während eines Pferdewechsels essen, aber in jedem Haus sah er zahme Schlangen, die mit den am Boden sitzenden Kindern aus derselben Schüssel Grütze aßen; da verging ihm der Hunger.“ Nach Hedwig von Beit ist die Unke in primitiver Mentalität hier des Kindes vitales Zentrum, innerer Reichtum und lebenspendendes Urbild der Mutter, das ihm durch verständnisloses Verhalten der realen Mutter genommen wird. Der Psychiater Wolfdietrich Siegmund sieht ein Zugrundegehen an einer ablöseunfähigen Elterngestalt, mit Gegenbeispiel einer glücklichen Ablösung im schottischen Märchen Der Frosch. Neben Sympathietieren gibt es auch Sympathiedinge wie das Messer in Die zwei Brüder und Sympathiepflanzen wie die Lilien in Die zwölf Brüder.
Die Kinder- und Hausmärchen enthalten eine ganze Reihe kurzer fabel- oder schwankartiger Texte, die dazu zu dienen scheinen, einzelne Märchenwesen zu charakterisieren: Der alte Sultan, Der Hund und der Sperling, Die drei Glückskinder, Der Wolf und der Mensch, Der Wolf und der Fuchs, Der Fuchs und die Frau Gevatterin, Der Fuchs und die Katze, Der Fuchs und die Gänse, Der Fuchs und das Pferd, Die Eule, Der Mond. Vgl. Ludwig Bechsteins Der Mann und die Schlange, Das Natterkrönlein, Die Schlange mit dem goldnen Schlüssel, Schlange Hausfreund, Die Schlangenamme. Vgl. zur ersten Geschichte Die Schlange und das Kind, Nr. 60 in Ernst Heinrich Meiers Deutsche Volksmärchen aus Schwaben, 1852. Siehe auch Die Sage der Krönlein-Natter an der Birkenau-Grundschule, Augsburg.